# Liste de Sahaba
 (juin 2023).
Si vous disposez d'ouvrages ou d'articles de référence ou si vous connaissez des sites web de qualité traitant du thème abordé ici, merci de compléter l'article en donnant les références utiles à sa vérifiabilité et en les liant à la section « Notes et références ».
Les sahaba sont les « compagnons de l'islam ou compagnons du prophète » : l'expression, selon la tradition orthodoxe musulmane, désigne les personnes qui ont physiquement rencontré le prophète Mahomet, ont cru en son message, l'ont aidé à répandre sa nouvelle religion : l'islam, et sont morts musulmans.
La liste, non exhaustive, en est :
- Haut – A
- B
- C
- D
- E
- F
- G
- H
- I
- J
- K
- L
- M
- N
- O
- P
- Q
- R
- S
- T
- U
- V
- W
- X
- Y
- Z

## A
- Abân ibn Sa`îd (ar)
- Abbad ibn Bishr
- Abbas ibn Abd al-Muttâlib
- Abd Allah ibn Abbas
- Abd Allah ibn al-Zubayr
- Abd Allah ibn `Amir
- Abd Allah ibn `Amr
- Abd Allah ibn Hudhafah as-Sahmi
- Abd Allah ibn Jahsh
- Abd Allah ibn Mas`ûd
- Abd Allah ibn Rawaha
- Abd Allah ibn Salam
- Abd Allah ibn Umar
- Abd Allah ibn Umm Maktum
- Abd ar-Rahman ibn `Awf
- Abu ad-Darda'
- Abu al-Aas ibn al-Rabiah (en)
- Abu al-Laham al-Ghafari (ar)
- Abu Ayyub al-Ansari
- Abou Bakr As-Siddiq
- Abu Dhar Al-Ghifari
- Abu Fuhayra
- Abu Hudhayfa ibn Utba
- Abu Hurayra
- Abû Lubâbah Al Ansarî
- Abou Moussa al-Achari
- Abu Sa`id al-Khudri
- Abu Salama `Abd Allah ibn `Abd al-Asad (en)
- Abu Sufyan ibn al-Harith
- Abu Sufyan ibn Harb
- Abu Ubayda ibn al-Jarrah
- Abû Zam'ah Al Balawî
- Adi ibn Hatim
- Aïcha bint Abi Bakr
- Al-Ala'a al-Hadrami
- Al-Barâ' ibn Mâlik
- Al-Hakam ben Abi al-As
- Ali ibn Abi Talib
- Amina bint Wahb
- Ammâr ibn Yâssir
- Amr ibn al-Âs
- Amr ibn al-Jamuh (en)
- Anas ibn Malik
- An-Nahdiah
- Al-Nuayman ibn Amr (en)
- An-Numan ibn Muqarrin (en)
- Aqil ibn Abi Talib (en)
- Asmâ' bint Abî Bakr
- Asma bint Umays (en)
- Assim ibn Thalit
- Asim ibn Umar
- At-Tufayl ibn Amr ad-Dawsi

- Haut – A
- B
- C
- D
- E
- F
- G
- H
- I
- J
- K
- L
- M
- N
- O
- P
- Q
- R
- S
- T
- U
- V
- W
- X
- Y
- Z

## B
- Bilal ibn al-Harith (en)
- Bilal ibn Hamama (ar)
- Bilal ibn Malik al-Mazni (ar)
- Bilal ibn Ribah dit Al-Habashi (l'Abyssin)
- Bilal ibn Yahya (ar)

- Haut – A
- B
- C
- D
- E
- F
- G
- H
- I
- J
- K
- L
- M
- N
- O
- P
- Q
- R
- S
- T
- U
- V
- W
- X
- Y
- Z

## D
- Dihya ibn Khalifa al-Kalbi

- Haut – A
- B
- C
- D
- E
- F
- G
- H
- I
- J
- K
- L
- M
- N
- O
- P
- Q
- R
- S
- T
- U
- V
- W
- X
- Y
- Z

## F
- Fadl ibn Abbas (en)
- Fatima az-Zahra bint Muhammad
- Fatima bint al-Walid ibn Abdi Shams (ar)
- Fatima bint al-Walid ibn al-Moughira (ar)
- Fatima bint Asad
- Fatima bint az-Zubayr (ar)
- Fayruz ad-Daylami (en)

- Haut – A
- B
- C
- D
- E
- F
- G
- H
- I
- J
- K
- L
- M
- N
- O
- P
- Q
- R
- S
- T
- U
- V
- W
- X
- Y
- Z

## H
- Habab ibn Mundhir (en)
- Habib ibn Zayd al-Ansari (en)
- Habibah bint Ubayd-Allah
- Hafsa bint Omar
- Hakim ibn Hazm
- Halima bint Abi Dhuayb
- Hammana bint Jahsh (en)
- Hamza ibn Abd al-Muttalib
- Harith ibn Rab'i (en)
- Al Hârith Ibn 'Abd Il Muttalib
- Haritha ibn Suraqa ibn Rubayyi
- Hashim ibn Utba (en)
- Hassan ibn Ali
- Hassan ibn Thabit
- Hatib ibn Abi Baita'a (ar)
- Hind bint 'Utba
- Hudhayfah al-Bariqi
- Hudhayfa ibn al-Yamân (en)
- Hujr ibn Adi (en)
- Hussein ibn Ali

- Haut – A
- B
- C
- D
- E
- F
- G
- H
- I
- J
- K
- L
- M
- N
- O
- P
- Q
- R
- S
- T
- U
- V
- W
- X
- Y
- Z

## I
- Ibrahim Abû Râfa`i (ar)
- Ibrahim al-`Adhrî (ar)
- Ibrahim al-Ansârî (ar)
- Ibrahim al-Ashhali (ar)
- Ibrahim an-Najâr (ar)
- Ibrahim at-Ta'ifi (ar)
- Ibrahim al-Thaqafi (ar)
- Ibrahim az-Zuhrî (ar)
- Ibrahim ibn `Abdillah (ar)
- Ibrahim ibn Hârith (ar)
- Ibrahim ibn `Ibad (ar)
- Ibrahim ibn `Ibad ibn Asaf (ar)
- Ibrahim ibn Jabir (ar)
- Ibrahim ibn Khalâd (ar)
- Ibrahim ibn Muhammad
- Ibrahim ibn Na`îm (ar)
- Ibrahim ibn Qays (ar)
- Ibrahim ibn Qays ibn Hajar (ar)
- Ikrima ibn Abi Jahl
- Imran ibn Husain (en)
- Isaf ibn Anmar as-Salmi (ar)
- Ishaq al-Ghanawy (ar)
- Isma`il ibn `Abdillah al-Ghafari (ar)
- Isma`il ibn Sa`id ibn `Abid (ar)

- Haut – A
- B
- C
- D
- E
- F
- G
- H
- I
- J
- K
- L
- M
- N
- O
- P
- Q
- R
- S
- T
- U
- V
- W
- X
- Y
- Z

## J
- Jabr (en)
- Jaban al-Kurdi
- Jabir ibn Abdullah al-Ansari
- Ja`far ibn Abi Talib
- Jubayr ibn Mut'im
- Julaybib
- Juwayriya bint al-Harith

- Haut – A
- B
- C
- D
- E
- F
- G
- H
- I
- J
- K
- L
- M
- N
- O
- P
- Q
- R
- S
- T
- U
- V
- W
- X
- Y
- Z

## K
- Ka`b ibn Zuhayr
- Khabbâb ibn al-Aratt (en)
- Khadija bint Khuwaylid
- Khalid ibn al-As (ar)
- Khalid ibn al-Walid
- Khalid ibn Sa`id (en)
- Kharija bin Huzafa (en)
- Khawlah bint Hakim
- Khubayb ibn Adiy (en)
- Khunays ibn Hudhayfa (en)
- Khuzayma ibn Thabit (en)
- Kinana ibn Rabi` (en)

- Haut – A
- B
- C
- D
- E
- F
- G
- H
- I
- J
- K
- L
- M
- N
- O
- P
- Q
- R
- S
- T
- U
- V
- W
- X
- Y
- Z

## L
- Labid ibn Rabi'a
- Layla bint al-Minhal (en)
- Lubaba bint al-Harith
- Lubaynah (en)

- Haut – A
- B
- C
- D
- E
- F
- G
- H
- I
- J
- K
- L
- M
- N
- O
- P
- Q
- R
- S
- T
- U
- V
- W
- X
- Y
- Z

## M
- Malik al-Dar (en)
- Maria la Copte
- Maymouna bint al-Harith
- Maytham at-Tammar (en)
- Miqdad ibn al-Aswad
- Mu`adh ibn `Amr (en)
- Mu`âdh ibn Jabal
- Mu`âwiya ibn Abî Sufyân
- Muawwaz ibn Amr (en)
- Mohammed Ibn Maslamah
- Munabbih ibn Kamil (en)
- Mourra ibn Ka'b
- Mous`ab ibn `Oumayr

- Haut – A
- B
- C
- D
- E
- F
- G
- H
- I
- J
- K
- L
- M
- N
- O
- P
- Q
- R
- S
- T
- U
- V
- W
- X
- Y
- Z

## N
- Na'ila bint al-Farafisa (en)
- Nâbigha al-Jaadî
- Najiya bint al-Walid (en)
- Nasiba bint al-Harith (ar)
- Nusaybah bint Ka'ab
- Nuaym ibn Masud (en)
- Nafi ibn al-Harith
- Nufay ibn al-Harith (en)
- Nusayba bint al-Harith (ar)
- Nusayba bint Ka'b

- Haut – A
- B
- C
- D
- E
- F
- G
- H
- I
- J
- K
- L
- M
- N
- O
- P
- Q
- R
- S
- T
- U
- V
- W
- X
- Y
- Z

## O
- Oumm Ayman (Baraka bint Tha'laba)
- Oumm Koulthoum bint Ali
- Oumayr ibn Sad al-Ansari
- Omar ibn al-Khattâb
- Oqba Ibn Nafi Al Fihri
- Ussama Ibn al-Akhdari

- Haut – A
- B
- C
- D
- E
- F
- G
- H
- I
- J
- K
- L
- M
- N
- O
- P
- Q
- R
- S
- T
- U
- V
- W
- X
- Y
- Z

## Q
- Qays ibn `Asim at-Tamimi (ar)
- Qays ibn Sa’d ibn `Obada
- Qudama ibn Madh’un (ar)

- Haut – A
- B
- C
- D
- E
- F
- G
- H
- I
- J
- K
- L
- M
- N
- O
- P
- Q
- R
- S
- T
- U
- V
- W
- X
- Y
- Z

## R
- Rabah ibn Umayya (en)
- Rabia ibn Kab (en)
- Rabi'ah ibn al-Harith (en)
- Ramla bint Abi Sufyan
- Rufayda Al-Aslamia
- Ruqayya bint Muhammad
- Rumaysa bint Milhan

- Haut – A
- B
- C
- D
- E
- F
- G
- H
- I
- J
- K
- L
- M
- N
- O
- P
- Q
- R
- S
- T
- U
- V
- W
- X
- Y
- Z

## S
- Sa`d ibn Abi Waqqâs ou Sa`d ibn Malik
- Sa`d ibn al-Rabi
- Sa`d ibn Mu`âdh
- Sa`d ibn Ubada (en)
- Sabra ibn Ma`bad (en)
- Sa`îd ibn Âmir al-Jumahi
- Sa`îd ibn Zayd
- Sa`sa`a ibn Suhan (en)
- Safana bint Hatim at-Ta'i (ar)
- Safiyya bint `Abd al-Muttalib (en)
- Safiyya bint Huyayy
- Safwan ibn Umayya (en)
- Salama ibn al-Aqwa (en)
- Salim Mawla Abi Hudhayfa
- Salma bint `Amir (ar)
- Salma bint Umays (en)
- Salma bint Sakhri ibn `Amir (en) (Umm al-Khayr)
- Salman al-Fârisî
- Sahl ibn Sa'd (en)
- Sahla bint Suhayl (en)
- Salit ibn 'Amr 'Ala ibn Hadrami (en)
- Sakhr ibn Wada`a (ar)
- Sakhr ibn Wadi`a (ar)
- Samra ibn Jundab (en)
- Saraqa ibn `Amru (ar)
- Sawda bint Zam`a
- Shams ibn Uthman
- Shurahbîl ibn Hassana
- Shayba ibn `Uthman al-Awqas (ar)
- Sirin bint Sham'un (en)
- Suhayb ar-Rumi
- Suhayl ibn Amr (en)
- Sumayya bint Khayyât
- Suraqa bin Malik (en)

- Haut – A
- B
- C
- D
- E
- F
- G
- H
- I
- J
- K
- L
- M
- N
- O
- P
- Q
- R
- S
- T
- U
- V
- W
- X
- Y
- Z

## T
- Talhah ibn Ubaydullah
- Tamim al-Dari
- Tamim Abu Ruqayya (en)
- Thabit ibn Qays (en)
- Thumamah ibn Uthal (en)
- Thuwaybah (en)
- Tufayl Ibn 'Abdi Llâh

- Haut – A
- B
- C
- D
- E
- F
- G
- H
- I
- J
- K
- L
- M
- N
- O
- P
- Q
- R
- S
- T
- U
- V
- W
- X
- Y
- Z

## U
- Ubayda ibn al-Harith (en)
- Ubayda ibn as-Samit (en)
- Ubayy ibn al-Qashab al-Azdi (ar)
- Ubayy ibn Ka'b ibn Abd Thawr al-Muzni
- Ubayy ibn Ka'b ibn Qays
- Ubayy ibn Malik al-Qachiri (ar)
- Ubayy ibn Mu'adh ibn Anas (ar)
- Ubayy ibn Shriq (ar)
- Ubayy ibn Thabit al-Ansari (ar)
- Ubayy ibn Ujlan ibn al-Bahili (ar)
- Ubayy ibn Umar (ar)
- Ubayy ibn Umayya ibn Harfan (ar)
- Umar ibn Abi Salma (ar)
- Umar ibn al-Khattab
- Umar ibn Harith (en)
- Umar ibn Sa'd (ar)
- Umayr ibn Wahb (en)
- Umama bint Zaynab
- Umm Hakim (en)
- Umm Harâm (Malika bint Milhan)
- Umm Kulthum bint Abi Bakr (en)
- Umm Kulthum bint Asim (en)
- Umm Khultum bint Muhammad
- Oum Kalsoum bint Uqba
- Umm Rûmmân Bint 'Âmir Al Kinâniyyah
- Oumm Salama (Hind bint Abi Umayya)
- Umm Sharīk
- Umm Ubays (en)
- Umm ul-Banin (en)
- Uqba ibn Amir (en)
- Urwah ibn Mas'ud (en)
- Urwah ibn Zubayr
- Ousama ibn Zayd
- Utba ibn Ghazwan

- Utban ibn Malik (en)
- Uthal ibn Nu'man al-Hanafi (ar)
- Uthman ibn Affan
- Uthman ibn Hunayf (en)
- Uthman ibn Madh'un (en)
- Uwais al-Qarni

- Haut – A
- B
- C
- D
- E
- F
- G
- H
- I
- J
- K
- L
- M
- N
- O
- P
- Q
- R
- S
- T
- U
- V
- W
- X
- Y
- Z

## W
- Wahb ibn `Umayr (en)
- Wahshî ibn Harb

- Haut – A
- B
- C
- D
- E
- F
- G
- H
- I
- J
- K
- L
- M
- N
- O
- P
- Q
- R
- S
- T
- U
- V
- W
- X
- Y
- Z

## Z
- Zayd al-Khayr (en)
- Zayd ibn al-Khattab
- Zayd ibn Arqam
- Zayd ibn Haritha
- Zayd ibn Thabit
- Zayd ibn Sahl (ar)
- Zaynab bint Ali
- Zaynab bint Jahsh
- Zaynab bint Khuzayma
- Ziyad ibn Abi Sufyan
- Zubayr ben al-Awwam

- Haut – A
- B
- C
- D
- E
- F
- G
- H
- I
- J
- K
- L
- M
- N
- O
- P
- Q
- R
- S
- T
- U
- V
- W
- X
- Y
- Z